# Associació Transatlàntica pel Comerç i la Inversió
L'Associació Transatlàntica pel Comerç i la Inversió (ATCI) o Acord o Tractat Transatlàntic de Lliure Comerç i Inversió, coneguda també pel seu nom anglès com a Transatlantic Trade and Investment Partnership (TTIP) o Transatlantic Free Trade Area (TAFTA), és un acord de lliure comerç proposat entre la Unió Europea i els Estats Units. Els defensors diuen que l'acord donaria lloc a un creixement econòmic multilateral, mentre que els crítics diuen que augmentaria el poder empresarial i faria més difícil que els governs poguessin regular els mercats per al benefici públic. El govern dels Estats Units considera l'ATCI com un acord que acompanya l'Acord Estratègic Trans-Pacífic d'Associació Econòmica. Després que un avantprojecte fos filtrat el març del 2014, la Comissió Europea va llançar una consulta pública sobre un conjunt limitat de clàusules.

Segons la Comissió Europea, l'acord eliminarà «els obstacles comercials en una àmplia gamma de sectors econòmics per facilitar la compravenda de béns i serveis». Els governs europeus i nord-americà insisteixen que amb l'eliminació de barreres en l'àmbit duaner s'eliminaran «pèrdues innecessàries de temps i de diners» i es crearan «dos milions de llocs de treball».

Mapa amb els estats implicats en l'Associació Transatlàntica pel Comerç i la Inversió: Estats Units i els 28 estats que formen la Unió Europea

Un tractat previ fou l'Acord Multilateral sobre Inversions. Les negociacions sobre l'acord de lliure comerç ATCI podrien acabar a finals del 2014.

## Economies
Conjuntament representen el 60% del PIB mundial, el 33% del comerç en béns i el 42% del comerç en serveis. El creixement del poder econòmic de la UE ha desembocat en conflictes comercials entre les dues potències; encara que tots dos són dependents dels mercats econòmics de l'altra part i les disputes afecten només al 2% del comerç. Una àrea de lliure comerç entre les dues parts representaria potencialment el més gran acord de lliure comerç de la història, cobrint el 46% del PIB mundial.
Detall dels fluxos comercials.
| Direcció del comerç  | Bens                    | Serveis                 | Inversions                | Total                     |
| -------------------- | ----------------------- | ----------------------- | ------------------------- | ------------------------- |
| De la UE cap als EUA | 260 mil milions d'euros | 139 mil milions d'euros | 112,6 mil milions d'euros | 511,6 mil milions d'euros |
| Dels EUA cap a la UE | 128 mil milions d'euros | 180 mil milions d'euros | 144,5 mil milions d'euros | 452,4 mil milions d'euros |

Les inversions dels Estats Units en la Unió Europea són tres vegades més grans que les inversions dels EUA a tota l'Àsia i les inversions de la UE als EUA són vuit vegades més grans que la suma de les inversions de la UE a l'Índia i la Xina. S'estima que les transferències dintre d'una mateixa corporació constitueixen un terç de tot el comerç transatlàntic. Els EUA i la UE són els més grans socis comercials de la majoria dels altres països del món i representen un terç dels fluxos de comerç mundials. Ja que les barreres aranzelàries són ja baixes -prop del 3%-, per fer que el pacte sigui un èxit l'objectiu és l'eliminació de les barreres no aranzelàries.

## Rerefons
Les barreres econòmiques entre la UE i els EUA són relativament baixes, no només a causa del seu llarg període de pertinença a l'Organització Mundial del Comerç sinó també a causa de recents acords com l'Acord de Celss Oberts UE-ELS EUA i al treball del Consell Transatlàntic Europeu. La Comissió Europea afirma que l'entrada en vigor d'un acord transatlàntic de comerç podria incentivar el comerç conjunt entre els respectius blocs, fins i tot a un 50%. Tanmateix, les relacions econòmiques són tenses i existeixen freqüents disputes comercials entre les dues economies, moltes de les quals acaben en l'Organització Mundial del Comerç. Els beneficis econòmics del TTIP van ser anticipats en un informe conjunt per la Casa Blanca i per la Comissió Europea.
Algun tipus de Área Transatlàntica de Lliure Comerç havia estat proposat a la dècada del 1990 i posteriorment el 2006 per la canceller alemanya Angela Merkel com a reacció al col·lapse de les converses sobre comerç mundial de Doha. Tanmateix, el proteccionisme per ambdues bandes pot ser una barrera per a qualsevol acord futur. Inicialment emprès el 1990, poc després de la fi de la Guerra Freda, amb el món ja no més dividit en dos blocs, la Comunitat Europea -12 països- i els EUA en van signar una «Declaració Transatlàntica» que apel·lava a la continuació de l'Organització del Tractat de l'Atlàntic Nord, així com a cimeres anuals, reunions biennals entre ministres d'afers exteriors, i a trobades més freqüents entre figures polítiques i alts funcionaris. Les subsegüents iniciatives empreses pels líders europeus i pel govern dels EUA van incloure: el 1995, la creació d'un grup de pressió de gent dels negocis, el Diàleg Transatlàntic sobre Negocis (en anglès: Transatlantic Business Dialogue, TABD) per part d'autoritats públiques de tots dos costats de l'Atlàntic; el 1998, la creació d'un comitè assessor, l'Acord Transatlàntic de Negocis; el 2007, la creació del Consell Econòmic Transatlàntic, en el qual es reuneixen representants de corporacions que operen a tots dos costats de l'Atlàntic per assessorar la Comissió i el govern dels EUA - i finalment, el 2011, la creació d'un grup d'experts d'«alt nivell» les conclusions dels quals, emeses l'11 de febrer de 2013, recomanaven l'obertura de negociacions per a un acord de lliure comerç d'àmbit ampli. El 12 de febrer de 2013, el President dels EUA Barack Obama va apel·lar en la seva intervenció anual al Discurs de l'Estat de la Unió per un acord. L'endemà, el President de la Comissió Europea José Manuel Durão Barroso va anunciar converses per a la negociació de l'acord.

## Mandat
El TTIP està dividit en 15 grups de treball específics, cadascun atenent diferents àrees. L'àmbit és ampli, però d'acord amb el mandat filtrat, els aspectes més rellevants són:
- El primer objectiu és eliminar, tant com sigui possible, totes les «obligacions duaneres» entre la UE i els EUA. Això ja ha estat pràcticament aconseguit, excepte el sector agrícola on romanen i sent bastant elevades.
- El segon objectiu és reduir, o també eliminar, el que l'argot especialitzat denomina barreres no aranzelàries. Això fa referència a les normes, regles i regulacions legals i constitucionals al·legables de limitar l'amplitud de la competència econòmica, definida aquí com una llibertat fonamental suprema i inalienable. Aquestes normes poden ser de qualsevol tipus: ètiques, democràtiques, legals, socials, que fan referència a la salut o d'orientació mediambiental, financeres, econòmiques o tècniques. Molts dels articles del mandat (art. 14, 18, 19, 21, 25, 29, 31, 32, 33) expressen un desig de protegir les normes europees existents socials, de referència a la salut i mediambientals. Hi ha referències específiques a l'Organització Internacional del Treball (OIT), a les convencions internacionals sobre medi ambient, i a la convenció de la UNESCO sobre diversitat cultural. Un article estableix que els serveis audiovisuals no estan inclosos en l'acord.
- El tercer objectiu és proporcionar a les corporacions privades dret de litigi contra les lleis i regulacions dels diversos estats, en aquells casos en què les mencionades corporacions sentin que aquestes lleis i regulacions representen obstacles innecessaris per al comerç, l'accés als mercats públics i a les activitats de subministrament de serveis. Aquests litigis no seran ja més establerts d'acord amb les jurisdiccions nacionals, sinó a través d'estructures privades d'arbitri denominades «mecanismes de resolució de conflictes». Els articles 23 (inversions), 32 (normatives laborals i mediambientals) i 45 (per a tot l'acord), requereixen la creació d'aquest mecanisme.

Els punts conflictius més importants són les polítiques europees de limitació de les importacions d'aliments transgènics, així com la normativa de la UE relativament més laxa sobre la regulació del sector financer, en oposició a les lleis domèstiques més estrictes d'aplicació sobre els bancs dels Estats Units.

## Línia temporal i ratificació
Les negociacions es desenvolupen en cicles setmanals alternant entre Brussel·les i Washington. Els negociadors esperen concloure els seus treballs el 2014 o el 2015.
Els 28 governs hauran d'aprovar aleshores l'acord negociat en el Consell de Ministres de la UE. En aquest punt, el Parlament Europeu serà consultat. Té potestat per aprovar-ho o per rebutjar-ho. S'ha desencadena] una controvèrsia sobre si els parlaments nacionals haurien també de ratificar aquest acord. A França, l'article 53 de la Constitució estableix que els tractats comercials poden ser[només ratificats mitjançant una llei. Als EUA, el Congrés haurà de ratificar aquest text.

## Beneficis proposats
En cas de portar-se a terme, el TTIP aspira a liberalitzar un terç del comerç global i a generar milions de nous llocs.
| « | Amb els aranzels entre els EUA i la UE i a nivells baixos, el Centre per a la Investigació en Política Econòmica de Gran Bretanya estima que el 80% dels potencials guanys econòmics derivats de l'acord del TTIP depenen de la reducció de conflictes de duplicitat entre normes de la UE i dels EUA en aquests i en altres aspectes regulatoris, que abasten des de la seguretat alimentària fins a les peces d'automòbils. | » |

Una prospectiva econòmica preparada pel Centre d'Investigació en Política Econòmica al març de 2013 estima que un acord ampli resultarà en un creixement anual del PIB de la UE de 68-119 mil milions d'euros per l'any 2027, i un creixement anual del PIB dels EUA de 50-95 mil milions d'euros. El mateix estudi estima que un acord limitat, centrat només en els aranzels, resultarà en un creixement anual del PIB de 24 mil milions d'euros a la UE i un creixement anual de 9 mil milions d'euros als EUA. El creixement màxim del PIB estimat es traduiria en 545 euros addicionals d'ingressos disponibles anuals per a una família de quatre membres a la UE i 655 euros per a una família de quatre membres als EUA.
El director executiu de Siemens, que té el 70% de la seva força de treball a Europa i als EUA, ha indicat que el TTIP reforçaria la competitivitat global dels EUA i de la UE reduint barreres comercials, millorant la protecció de la propietat intel·lectual i establint unes «regles de circulació» internacionals.

## Efectes en tercers països
Algunes propostes per a una zona de lliure de comerç transatlàntica incloent el costat americà als altres membres de la Zona Nord-americana de lliure comerç (Canadà i Mèxic) i del costat europeu als membres de l'Associació Europea de Lliure Comerç (Islàndia, Noruega, Suïssa i Liechtenstein). Mèxic té ja un acord de lliure comerç amb EFTA i amb la UE mentre que el Canadà en té un amb EFTA i n'està negociant un amb la UE. Aquests acords poden necessitar harmonització amb l'acord els EUA-UE i podrien potencialment formar una zona de lliure comerç de major amplitud. Observadors canadencs dels mitjans de comunicació han especulat que el llançament de converses els EUA-UE posen pressió sobre el Canadà perquè finalitzi les seves negociacions del tractat de lliure comerç amb la UE que duren ja tres anys a la fi de 2013. Països amb acords duaners amb la UE com ara Turquia podrien veure com s'obre el mercat dels Estats Units als seus productes, al qual sense un acord separat amb els EUA manquen d'accés.

## Crítiques
En paraules de l'economista Juan Torres López,
| « | la teoria econòmica, fins i tot la teoria econòmica ortodoxa, no ha aconseguit demostrar que el lliure comerç sigui millor que un altre règim comercial, llevat de condicions de competència perfecta que són impossibles que es donin en la realitat. | » |

### Creixement econòmic
A l'article del 15 de juliol de 2013 de The Guardian, Dean Baker del Centre per a la Investigació en Política i Economia als EUA va manifestar que amb les barreres comercials convencionals entre els EUA i la UE actualment baixes, l'acord es concentraria a les barreres no convencionals com ara l'alliberació de regulacions respecte a la fracturació hidràulica, els transgènics i les finances i a l'enduriment de les lleis sobre el dret de còpia (copyright), arribant a afirmar que amb projeccions menys ambicioses els beneficis econòmics per a cada llar són mediocres. «Si apliquem el guany d'ingressos projectat d'un 0,21% a la mitjana de l'ingrés personal projectat el 2027, assoleix una mica més de 50$ a l'any. Això és una mica menys que 15 cèntims al dia. No us ho gasteu tot de cop».

### Sobirania nacional i Resolució de Conflictes entre Inversors i Estats (RCIE)
La Resolució de Conflictes entre Inversors i Estats (RCIE) és un instrument que permet als inversors crear un cas directament contra el país que alberga les seves inversions, sense la intervenció del país d'origen de l'inversor. Al desembre de 2013, una coalició de 200 organitzacions medioambientalistes, sindicals i defensores dels consumidors a totes dues bandes de l'Atlàntic van enviar una carta a l'oficina del representant de comerç dels Estats Units i a la Comissió Europea sol·licitant que els mecanismes de resolució de conflictes entre inversors i estats fossin eliminats de les converses comercials, argüint que «la resolució de conflictes inversor-estat és una via de sentit únic pel qual les corporacions poden desafiar polítiques governamentals, però ni els governs ni els individus obtenen cap dret comparable a demanar comptes a les corporacions».
D'altra banda, les experiències d'altres TLCs manifesten que aquests tribunals es constitueixen, de facto, en una eina de protecció sistemàtica dels interessos privats a costa de l'interès públic.

### Resposta a les crítiques
Karel De Gucht va respondre a les crítiques en un article al The Guardian al desembre de 2013, dient que «la comissió ha consultat regularment un ampli espectre d'organitzacions de la societat civil tant per escrit com en persona, i la nostra reunió més recent va tenir 350 participants de sindicats, ONGs i negocis».

### Activistes digitals
Al març del 2013, una coalició d'organitzacions de drets digitals i grups contra el VIH/SIDA van emetre una declaració en la qual van demanar als negociadors de la TAFTA de tenir-hi "debats en el Congrés dels Estats Units, el Parlament Europeu, els parlaments nacionals, i altres fòrums transparents", en lloc de portar a terme "negociacions tancades que donin accés privilegiat a la informació corporativa", i a deixar la propietat intel·lectual fora de l'acord. L'Electronic Frontier Foundation i la seva homòloga alemanya, la FFII, en particular, han comparat la TAFTA amb l'Acord Comercial per a la Lluita contra la Falsificació (ACTA), signat per Austràlia, Canadà, Corea del Sud, Estats Units, Japó, Marroc, Mèxic, Nova Zelanda, Singapur, la Unió Europea, i 22 dels seus 27 estats membres europeus.

### Transparència
Al desembre del 2013, Martti Koskenniemi, professor de dret internacional a la Universitat de Hèlsinki, va criticar-ne el curs de les negociacions per la manca de transparència. Va advertir que el sistema de protecció dels inversors estrangers previstos en el tractat, similar al Centre Internacional d'Arbitratge de Diferències relatives a Inversions (CIADI) del Grup del Banc Mundial, podria posar en perill la sobirania dels estats signataris, en permetre a un petit cercle d'experts legals de la seu d'aquest tribunal d'arbitratge que tinguessin un poder sense precedents per a interpretar i anul·lar la legislació dels estats signataris.
En una conferència en la Universitat de Durham, el 22 maig del 2014, Noam Chomsky va criticar-ne el caràcter secret de les negociacions. Va arribar a suggerir que "no són secrets per a centenars d'advocats corporatius i grups de pressió que valoren els reglaments detallats. Podeu endevinar el que són i per què són secretes les negociacions".

### Medi ambient
A Alemanya, l'oposició a la TTIP va recollir 460.000 signatures abans de maig del 2014.